# IC 4000
IC 4000 је галаксија у сазвјежђу Ловачки пси која се налази на листи објеката дубоког неба у Индекс каталогу.
Деклинација објекта је + 39° 35' 16" а ректасцензија 12h 59m 36,6s. Привидна величина (магнитуда) објекта IC 4000 износи 15,3 а фотографска магнитуда 16,3.